# Jablance
Jablance (pronuncia [ˈjaːblantsɛ]) è un insediamento (naselje) di 48 abitanti, della municipalità di Kostanjevica na Krki nella regione statistica della Oltresava Inferiore in Slovenia.
L'area faceva tradizionalmente parte della regione storica della Bassa Carniola, ora invece è inglobata nella regione della Oltresava Inferiore.

## Origini del nome
Il nome dell'insediamento è stato cambiato da Jablanice a Jablance nel 1990.